# 管道 (越南)
管道（越南语：／）是越南阮朝的地方职官名，是道级行政區的地方官。
阮主时代于越南南部设军事政区，称为道，主官为管道。明命年间撤销。
嗣德六年（1853年），再次设立道级行政区，废河静、富安、广治三省为道，主官为管道，从四品。
法属时期，殖民政府在北圻设置官兵道、在中圻西原设置道，主官仍为管道。